# نيكولا مزهر
نيكولا مزهر ( 2 يوليو 1992-) ممثل لبناني 

## حياته ومشواره المهني
ولد في جزين،خريج الجامعة اللبنانية كلية الفنون الجميلة، قسم الإخراج المسرحي، انطلاقته في التمثيل كانت عام 2012 من خلال التلفزيون توالت بعدها أعماله عام 2016 شارك في برنامج “رقص النجوم الموسم الرابع” مع شريكته في الرقص أماندا أبي راشد 

## أعماله

### في التلفزيون
- (2023):|لحن البحر
- (2023):دهب بنت الأوتيل
- (2020): مرايا الزمن
- (2019): آخر الليل
- (2019):ثواني
- (2018):جيران ج4
- (2018):ثورة الفلاحين
- (2018):حدوتة حب (خماسية الرجل الآخر)[5]
- (2018): شير شات (حلقة فادي والطيبين)
- (2018): بوح السنابل
- (2018):جوليا
- (2017):وين كنتي (ج2)
- (2017):الشقيقتان
- (2017):بلحظة
- (2016): متل القمر (ج1،2)
- (2016):مدرسة الحب
- (2016):وين كنتي ج1
- (2016):جريمة شغف
- (2016):أحمد وكريستينا
- (2015): درب الياسمين
- (2015): أبرياء ولكن
- (2015):اتهام
- (2015):أبناء وقتلة
- (2014):ولاد البلد
- (2014):الفريق
- (2013):أنياب وشعراء
- (2013):حلو الغرام
- (2012): مراهقون
- (2012):لولا الحب

### في السينما
- (2016):الفاتحة[6]

## جوائز
- لبنان:جائزة أفضل ممثل صاعد من جامعة MUBS 2014
- لبنان:جائزة أفضل ممثل صاعد حسب أستفتاء إذاعة (دلتا/لبنان) 2013
- لبنان:جائزة الموريكس دور أفضل ممثل صاعد عن دوره في مسلسل لولا الحب 2012[7]